# San Paolo di Civitate
San Paolo di Civitate är en ort och kommun i provinsen Foggia i regionen Apulien i Italien. Kommunen hade 5 740 invånare (2017).